# Vasilijus Popovas
Vasilijus Popovas, ros. Василий Попов, trb. Wasilij Popow (ur. 7 marca 1956 w m. Mironiškis w rejonie jezioroskim) – litewski działacz komunistyczny w okresie LSRR, polityk i samorządowiec narodowości rosyjskiej, poseł na Sejm Republiki Litewskiej (2000–2004), brat Petrasa Papovasa.

## Życiorys
W 1979 ukończył studia w Instytucie Politechnicznym w Kownie ze specjalnością inżyniera radiowego, po czym przeszedł do pracy ideologicznej. Początkowo działał jako instruktor w kowieńskim Komsomole, a w 1980 awansował na stanowisko II sekretarza Związku Młodzieży Komunistycznej w dzielnicy im. Karolisa Požėli w Kownie, później (1984–1986) był instruktorem KPZR w tejże dzielnicy, a od 1986 kierował lokalnym Wydziałem Propagandy i Agitacji KPZR. W 1989 objął funkcję sekretarza KPZR w dzielnicy Požėli i w tym samym roku awansował na stanowisko sekretarza ogólnomiejskiego partii w Kownie.
Na początku transformacji ustrojowej pracował jako ekonomista w przedsiębiorstwie „Ada” (1991–1994), później przez krótki czas był dyrektorem firmy „Elektronikos investicija”, a od 1995 do 2000 inżynierem Lietuvos taupomasis bankas w jednej z dzielnic Kowna.
W 1990 przystąpił do Litewskiej Demokratycznej Partii Pracy. Kierował jej radą miejską w Kownie (1993–2001). Działał w samorządzie miejskim – w 1995 po raz pierwszy uzyskał mandat radnego, który odnawiał w latach 1997 i 2002. Od 2005 do 2007 stał na czele lewicowej frakcji w radzie miejskiej Kowna.
W 2000 uzyskał mandat posła na Sejm Republiki Litewskiej z listy koalicji socjaldemokratycznej z poparciem Litewskiej Demokratycznej Partii Pracy. Od 2001 pozostaje członkiem Litewskiej Partii Socjaldemokratycznej. W 2004 nie uzyskał reelekcji w wyborach parlamentarnych. W 2015 powrócił do kowieńskiej rady miasta.